# Leiocithara longispira
Leiocithara longispira é uma espécie de gastrópode do gênero Leiocithara, pertencente a família Mangeliidae.